# 科洛尼亞 (新澤西州)
科洛尼亞（英語：Colonia）是位於美國新澤西州米德爾塞克斯縣的普查規定居民點。

## 人口
根據2020年美國人口普查的數據，科洛尼亞的面積為10.45平方千米，當中陸地面積為10.44平方千米，而水域面積為0.01平方千米。當地共有人口18609人，而人口密度為每平方千米1,780.77人。